# Benedikts Plads
Benedikts Plads i Odense ligger ud til den sydlige del af Albanigade og er navngivet efter Knud den Helliges broder Benedikt.
Frem til 1950'erne dannede vejene Hjallesevej, Albanigade og Benediktsgade en trekant hvor vejene løb sammen, navngivet Trekanten. Midt på Trekanten stod Odense Vandtårn fra 1880'erne, som var en del af Danmarks første offentlige vandværk. Vandtårnet blev dog revet ned først i 1950'erne, for at gøre plads til det gadegennembrud som blev til Thomas B. Thriges Gade.
Efter nedrivningen af vandtårnet blev den del af terrænet, som ikke skulle anvendes til vej, udlagt til den plads som i dag bærer navnet Benedikts Plads. Fra 1952 til 1958 opførtes biografen Grand Teatret ud til pladsen. Biografen fungerede som premierebiograf frem til 1987, men genopstod i 1988 som diskotek under navnet Grand Palace. Diskoteket lukkede i løbet af 1990'erne. I dag huser bygningen bl.a. et Fakta-supermarked.
Fra 2016 til 2021 blev hele pladsen ombygget for at give plads til Benedikts Plads Station på Odense Letbane, der er ført skråt henover den. Pladsen blev samtidig udvidet ca. 50 % hen mod den gamle epidemisygehus, hvor der blev opsat bænke. Desuden blev der indrettet små byhaver på pladsen med stauder, græs og træer, og udenom dem kom der granitcirkler med siddepladser. En granitskulptur, der stod på pladsen i forvejen, fik også plads her. En vandpost blev placeret, hvor vandtårnet havde stået i sin tid. Endelig blev en grillbar flyttet fra hvor sporene anlagdes til en ny placering på pladsen.